# Queda de Saigon
A Queda de Saigon (português brasileiro) ou Queda de Saigão (português europeu) (também conhecida como Libertação de Saigon) foi a captura da cidade de Saigon, capital do Vietnã do Sul, pelo exército norte-vietnamita e pelos Vietcongs em 30 de abril de 1975. O evento marcou o fim da Guerra do Vietnã e o início de um período de transição formal para a reunificação do Vietnã num Estado socialista.
Forças norte-vietnamitas, sob o comando do general sênior Văn Tiến Dũng, começaram seu ataque final em Saigon, que era comandada pelo general Nguyen Van Toan em 29 de abril, com um bombardeio de artilharia pesada. Na tarde do dia seguinte, as tropas norte-vietnamitas tinham ocupado os pontos importantes dentro da cidade e levantaram a bandeira sobre o palácio presidencial sul-vietnamita. O Vietnã do Sul capitulou pouco depois. A cidade foi rebatizada de Cidade de Ho Chi Minh. A queda da cidade foi precedida pela retirada de quase todo o pessoal civil e militar dos Estados Unidos em Saigon, juntamente com dezenas de milhares de civis estrangeiros e sul-vietnamitas. A evacuação culminou na Operação Vento Constante, que foi a maior evacuação com helicópteros na história.